# Legge di Murphy

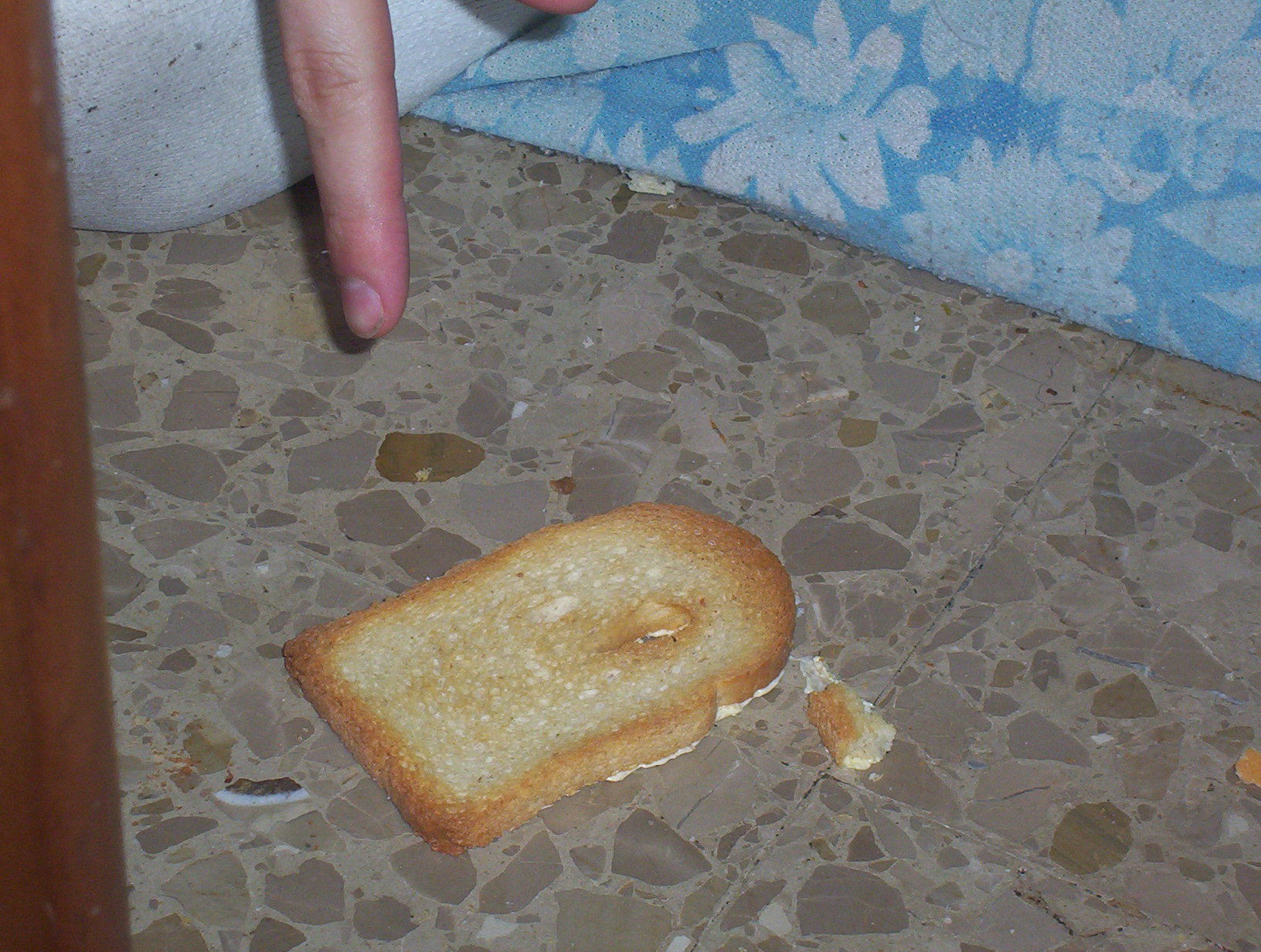
In ossequio alla legge di Murphy: il toast cade prevalentemente dal lato imburrato; questo perché l'altezza media da cui cade (tipicamente un tavolo) è tale da consentire solo una rotazione parziale.

La Legge di Murphy è un insieme di paradossi pseudoscientifici a carattere ironico e caricaturale.
Si possono esemplificare nel primo assioma, che è in realtà la "Legge di Murphy" vera e propria, che ha dato il titolo a tutto il pensiero "murphologico":
L'autore e stilatore della "summa" sulla "murphologia" è Arthur Bloch.
Si tratta di un compendio di frasi umoristiche il cui intento è essenzialmente quello di deridere ogni negatività che il quotidiano propone.
Il meccanismo è ogni volta lo stesso: immagini e scenette frustranti, nelle quali è facile per molti ritrovarsi, vengono descritte da Bloch con frasi didascaliche, confezionate spesso e volentieri in forma statistico-matematica, così da liberare il vissuto dal contingente, dal personale e donargli un rilievo di "validità universale", nei fatti tuttavia inesistente. 
Negli Stati Uniti la legge di Murphy è talmente famosa da trovare posto nel Funk and Wagnalls Standard College Dictionary.

## Storia
Il primo postulatore della legge fu lo scienziato Edward Aloysius Murphy, militare dell'United States Army Air Corps, ma l'attuale formulazione è dovuta al medico militare John Paul Stapp.
Edward Murphy era uno degli ingegneri degli esperimenti con razzo-su-rotaia compiuti dalla USAF nel 1949 per verificare la tolleranza del corpo umano alle violente accelerazioni (USAF project MX981). Un esperimento prevedeva un gruppo di 16 accelerometri montati su diverse parti del corpo del soggetto. Erano possibili due modi in cui ciascun sensore poteva essere agganciato al suo supporto, e metodicamente i tecnici li montavano tutti e 16 nella maniera sbagliata.
Murphy pronunciò la sua storica frase che lo rese celebre:
che fu riportata dal soggetto del test (il maggiore medico John Paul Stapp) a una conferenza stampa pochi giorni più tardi.
Nel romanzo del 1889 dello scrittore umoristico inglese Jerome Klapka Jerome, Tre uomini in barca (per non parlar del cane), si fa un largo uso di espressioni simili, tanto da poter essere considerato un precursore della legge di Murphy.

## Postulati e corollari
Alla principale enunciazione della Legge di Murphy hanno poi fatto seguito tutta una serie di altre sarcastiche considerazioni (molte delle quali editate direttamente dall'autore Arthur Bloch) che, per dare loro un'umoristica parvenza di scientificità, passano sotto il nome di postulati o corollari   I principali sono i seguenti:
1. Niente è facile come sembra
2. Tutto richiede più tempo di quanto si pensi
3. Se c'è una possibilità che varie cose vadano male, quella che può arrecare il danno maggiore sarà la prima a farlo;
4. Se si prevedono quattro possibili modi in cui qualcosa può andare male, e si prevengono, immediatamente se ne rivelerà un quinto;
5. Lasciate a se stesse, le cose tendono ad andare di male in peggio
6. Non ci si può mettere a far qualcosa senza che qualcos'altro non vada fatto prima
7. Ogni soluzione genera nuovi problemi
8. I cretini sono sempre più ingegnosi delle precauzioni che si prendono per impedir loro di nuocere
9. Per quanto nascosta sia una pecca, la natura riuscirà sempre a scovarla

## Aderenza alla realtà
L'assioma di Murphy, in senso stretto e in questa formulazione presunta originale, riassume intuitivamente un fatto statistico-matematico noto a chiunque abbia a che fare, ad esempio, con la prevenzione e la sicurezza: per quanto sia improbabile che si verifichi un certo evento, entro un numero elevato di occasioni (concettualmente tendente all'infinito) questo finirà molto probabilmente per verificarsi. In effetti la stessa teoria della probabilità afferma che il fatto che un evento sia improbabile non vuol dire che esso non possa verificarsi già nel corso dei primi tentativi, e che non possa poi ripetersi a distanza di breve tempo (legge di mancanza di memoria della probabilità).
Tuttavia il senso che assumono le Leggi di Murphy successivamente diffuse, del tutto ironico e paradossale, è diverso: in queste si afferma infatti che l'evento considerato inizialmente improbabile, alla prova dei fatti si verifica spesso o addirittura sempre, ovverosia al primo tentativo o esperimento. In questo si riassume l'effetto ironico delle frasi, ove quasi sempre l'evento in oggetto è considerato inizialmente improbabile proprio perché è un evento spiacevole e sgradito dal quale si tenta di proteggersi, ma che nei fatti si verifica nonostante la opposta valutazione iniziale che era sbagliata ma apparentemente non tale (per ragioni di soggettività della valutazione).
Pertanto queste leggi sono affermazioni caricaturali sulla realtà, che distorcono tanto la reale frequenza o probabilità di un fatto (dichiarandolo più probabile di quanto non sia veramente), tanto le valutazioni preventive operabili sul fatto stesso (confondendo la sgradevolezza e l'indesiderabilità di un fatto con la sua probabilità, che viene presunta essere alta in modo del tutto ingiustificato).

## Applicazioni pratiche
Nel 2004 la British Gas ha commissionato al Dr. David Lewis, psicologo ufficiale, al Dr Keylan Leyser, economista e consulente aziendale, ed a Philip Obadya, un matematico, l'ideazione di una formula che applichi i principi della Legge di Murphy (nota nel Regno Unito come Sod's Law).
La probabilità {\displaystyle P} che qualcosa vada male è stata individuata pari a:
{\displaystyle {\frac {A(10-S)(C+I+U)}{2(1-\sin {F \over 10})}}\%}
La formula esamina cinque fattori relativi a qualsiasi evento o azione: urgenza (U), complessità (C), importanza (I), abilità (S) e frequenza (F).
Un punteggio compreso tra uno e nove viene applicato a ciascuno di questi fattori, con un punteggio di 0,7 per l'aggravamento (A), comunemente considerato una costante.
La formula ha origine statistica ed i punteggi di verosimiglianza si basano su un sondaggio nazionale, condotto da Taylor Nelson Sofres (TNS) su 1023 adulti tipici, che il team della British Gas ha utilizzato per verificare il proprio lavoro.

## Riferimenti
La legge di Murphy e in particolare una  sua formulazione è citata nel film Interstellar.
Cooper: No, non è vero.

Murph: La legge di Murphy.

Cooper: La legge di Murphy non significa che succederà una cosa brutta, ma che tutto quello che può accadere accadrà. E a noi questo non dispiaceva per niente.»